# Роджер I де Монтгомери
Роджер I де Монтгомери (фр. Roger de Montgomery; около 1000 — до 1048) — нормандский аристократ, сеньор де Монтгомери, виконт Иемуа (Лемуа), первый достоверно известный представитель рода Монтгомери — одного из самых заметных родов среди земельной аристократии Нормандии и Англии XI—XII веков. Во время правления герцога Роберта Дьявола (1027—1035 годы) он занимал видное место среди нормандской знати, однако во время анархии (1035—1040-е годы), сопровождавшей несовершеннолетие Вильгельма Завоевателя, попал в опалу и был изгнан из герцогства. Роджер отправился в Париж, после чего сведения о нём пропадают. Во время анархии трое его сыновей погибли или умерли, но один из детей, Роджер II, смог восстановить и упрочить положение рода в Нормандии.

## Происхождение
Роджер I — первый упоминаемым в современных источниках рода Монтгомери, одного из самых заметных родов среди земельной аристократии Нормандии и Англии XI—XII веков. Точно не установлено, когда представители семьи появились в окрестностях Монтгомери. Самое раннее упоминание семьи относится к концу правления герцога Роберта Дьявола (1027—1035 годы), когда они имели земли в Вимутье (в современном французском департаменте Орн) и Монтгомери (Сен-Жермен-де-Монгомери и Сент-Фуа-де-Монгомери, департамент Кальвадос). Кроме того, род имел обширные владения вокруг Троарна (департамент Кальвадос). В хартии, данной Роджером II (сыном и наследником Роджера I) в начале 1080-х годов аббатству Святого Мартина в Троарне упоминается принадлежащий ему аллод Бюр-сюр-Див с зависящими от него поселениями Туффревиль, Саннервиль, Фолето, Сен-Пар, Жанвиль и Катевиль (все в департаменте Кальвадос).
Территория, на которой находились владения Монтгомери, располагавшаяся в низовьях реки Див, интенсивно заселялась норманнами; кроме того, в хартии, данной аббатству Троарн, Роджер II, назвал себя «норманном из норманнов», явно гордясь своим происхождением от викингов. По мнению Кэтлин Томпсон, либо Роджер был потомком первых скандинавов, селившихся в Центральной Нормандии, которые не зависели от Руанского анклава, не имея связей с герцогской семьёй, либо его предки могли поселиться в холмах Монтгомери, которые было легче оборонять, прибыв сюда во время переселения норманнов на запад в середине X века. По мнению исследовательницы, в этом случае первоначальным владением Монтгомери могли быть 3 принадлежавших Роджеру II во время правления Вильгельма II Рыжего поместья в Витревиле (департамент Приморская Сена) и на реке Андель около Васкёя, располагавшиеся по соседству с местом в Руане, где первоначально поселилась герцогская семья. С другой стороны, основные владения Монтгомери находились в Центральной Нормандии, поэтому не исключено, что изолированные поместья около Руана были подарены герцогом Нормандии в XI веке. Аллод в Бюре, возможно, был получен посредством брака, поскольку в этом же районе располагалось приданое, принесённое женой Роджера I.
В середине XII века Роберт де Ториньи в «Деяния герцогов Нормандии», используя свидетельства XII века, вставил генеалогию ряда нормандских семей, в том числе и Монтгомери; в частности, он указывает некоего Гуго де Монтгомери, мужа Жоселины, называемой дочерью Вевы, сестры герцогини Гунноры, второй жены Ричарда I. Их сыном хронист показывает Роджера II. Хотя его сообщения о роде изобилует ошибками, подобную генеалогию приводит Иво, епископ Шартра в написанном в XII веке письме. Его целью было предотвратить брак происходившей от Роджера Мабель, которая находилась с женихом в запрещённой степени родства. Единственное отличие от генеалогии Ториньи заключалось в том, что епископ сестру Гунноры называет не Веви, а Сенфрией. Кэтлин Томпсон считает, что данную генеалогию, несмотря на ошибки (Роджер II в хартии, данной аббатству Троарн, называет своим отцом Роджера, а не Гуго), можно взять за основу, считая, что в ней пропущено поколение, тем более что имя Гуго в дальнейшем встречается в роду Монтгомери. По мнению исследовательницы, Гуго де Монтгомери мог жениться около 990-х годов на Жоселине, а около 1000 года у них родился сын Роджер I.

## Биография

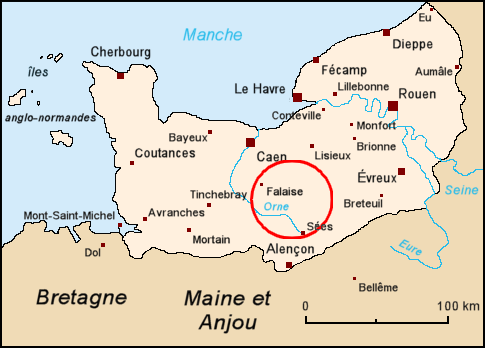
Сеньория Иемуа на карте средневековой Нормандии

Возможно, что именно Роджер I засвидетельствовал хартию герцога Ричарда I о дарении собору Лижье, датированную 1022/1026 годами. Ещё одним свидетелем документа выступает Жоффруа (Годфрид), брат Роджера; кроме того, этим именем Монтгомери назвал одного из своих сыновей. По мнению К. Томпсон, если данная идентификация правильна, то семья Роджера могла в этот период быть клиентами епископа, в епархии которого находился Монтгомери.
К 1025/1027 году Роджер был достаточно влиятельным, чтобы навязать патронат аббатства Берне Тьерри, аббату Жюмьежа. В этот период Монтгомери получил от аббата половину города Берне. Кроме того, существуют некоторые намёки на то, что Роджер пытался укрепить свою власть в регионе: в 1030-е годы замок Монтгомери был укреплён, а во время правления герцога Роберта Дьявола (1027—1035 годы) он захватил принадлежавший Жюмьежу лес «Криспус Фагидус». В это же время он закрыл в принадлежавшем ему городе Вимутье рынок, чтобы развивать открытый им рынок в Монтгомери.
Во время правления Роберта Дьявола Роджер, судя по всему, увеличил родовые владения за счёт виконтства Иемуа. Хотя сам он не использовал этот титул для своей хартии, данной в Жюмьеже, но его сын Роджер II был виконтом, на основании чего современные исследователи полагают, что и он сам был виконтом. В качестве вероятной даты получения титула К. Томпсон считает 1027 год, когда Роберт Дьявол взошёл на престол. Исследовательница полагает, что герцог к этому моменту должен был хорошо знать Роджера; если он действительно был членом семьи с прочными связями в Центральной Нормандии, таким образом он, возможно, пытался обеспечить лояльность могущественного магната. Новый титул давал Монтгомери обширные полномочия, заключавшиеся в сборе доходов для герцога и отправлении правосудия. Кроме того, у виконта были некоторые военные обязанности, включая, вероятно, опеку над принадлежавшем Роберту Фалезским замком. Не исключено, что новый титул он использовал для своего обогащения. Известно, что у его сына были обширные владения по всей Иемуа, особенно в верховьях Дина и окрестностях Трёна; кроме того, он собирал пожертвования с монастырей, основанных в донормандскую эпоху, которые в X веке оказались под патронатом герцогов Нормандии, а в XI предположительно перешли под патронат виконта Иемуа.
Растущее влияние Роджера в Иемуа, вероятно, далеко не всем нравилось. Есть свидетельства, что в 1060-е годы у Монтгомери была вражда с родом Гранменилей, истоки которой, возможно, лежат в 1030-х годах. В этот период под влияние Монтгомери попали многие мелкие землевладельцы Иемуа, что, вполне вероятно, могло вызывать возмущение семей Гранмеснилей и Курси, имевших свои интересы в регионе.
Есть некоторые свидетельства, что в период несовершеннолетия Вильгельма Завоевателя (1035—1040-е годы), особенно после смерти архиепископа Руана Роберта (1037 год), когда началась борьба за власть в Нормандии, условия в герцогстве ухудшились. В тот момент, когда в 1040-е годы в Нормандию вторгся французский король Генрих I, Иемуа находилось под контролем Турстана ле Гоза, что, судя по всему, свидетельствует о потере Роджером благосклонности правительства герцогства. Судя по всему, это произошло в начале правления Вильгельма, поскольку имя Монтгомери встречается только на его самой ранней хартии. Ордерик Виталий сообщает об осаде Монтгомери, во время которой был отравлен один из опекунов малолетнего герцога — Ален III Бретонский. Гильом Жюмьежский в «Деяния герцогов Нормандии» помещает место отравления в Вимутье около Монтгомери, где могла разместиться лагерем герцогская армия, осаждающая замок. Возможно, что эта экспедиция против Роджера была предпринята около 1040 года Аленом Бретонским и Осберном Крепоном. Позже последнему вместе с Гилбертом де Брионном удалось победить Монтгомери и изгнать его из Нормандии. Его же сыновья остались в Нормандии.
Кэтлин Томпсон высказала предположение, что он сохранил какое-то влияние на некоторые из герцогских земель в Нормандии, которыми он ранее владел, поскольку именно во время малолетства Вильгельма Завоевателя им был основан дом каноников в Троарне, ставший центром семейного влияния в регионе.
Изгнанный Роджер обосновался в Париже, после чего сведения о нём исчезают. Вероятно, что он умер до 1048 года.

## Наследство
У Роджера I известно 5 сыновей. Исследователи полагают, что старшим был Гуго, погибший в период анархии во время несовершеннолетия Вильгельма Завоевателя. Возможно, что именно он был отцом племянницы Роджера II, Амьерии, которая была женой Варина, шерифа Шропшира, ибо её сына также звали Гуго. Другой сын, Гильом де Монтгомери, убил Осберна де Крепона, когда тот спал; его самого потом в отместку за совершённое преступление убил один из вассалов Осберна, Барно из Глосса. Вероятно, что в 1040-е годы умер или погиб ещё один сын Роджера, Роберт, поскольку до 1060-х годов дожили только двое сыновей — Роджер II, которому удалось восстановить и упрочить положение рода в Нормандии, и Жильбер (Гилберт).

## Семья
В ряде источников женой Роджера I называют Жоселиной, однако, согласно исследованиям Кэтлин Томпсон, она была матерью Роджера I. В одной из хартий Монтгомери осталась часть имени жены — «mams». Томпсон на основании ономастических данных предположила, что её могли звать Эмма. Известно, что она дожила до 1068 года, когда она продолжала быть патроном монастырей Бюре и Сен-Пере.
- Гуго (II) де Монтгомери (убит 7 февраля до 1048)[4].
- Роберт де Монтгомери (умер при жизни отца)[4].
- Роджер II де Монтгомери (умер 27 июля 1094), сеньор де Монтгомери и виконт Иемуа с около 1046/1047 года, 1-й граф Шрусбери с 1074 года[2][3][4].
- Гильом де Монтгомери (убит до 1048)[4].
- Жильбер (Гилберт) де Монтгомери (убит около 1064)[4].